# Johann Sturmer
Johann Wenzel Sturmer (* 5. Juni 1675 in Königsberg, Herzogtum Preußen; † 14. November 1729 in Olmütz, Olmützer Kreis) war ein Bildhauer des Barock, der in Mähren tätig war.

## Leben
Johann Sturmer kam wahrscheinlich im Zuge seiner Wanderjahre spätestens 1703 nach Olmütz, wo er als Bildhauergeselle in der Werkstatt von Franz Zürn dem Älteren und anderen Meistern arbeitete. Anschließend war er bis 1712 in Zwittau als Meister tätig, wo er um 1705 heiratete. Dann kehrte er nach Olmütz zurück, wo er in der Böhmengasse (heute ulice 8. května Nr. 523/3) in der Nähe der Mauritzkirche ein Haus erwarb. 1713 erlangte Sturmer das Bürgerrecht in der Stadt und wurde als Meister in die Steinmetzgilde aufgenommen.
Der ursprünglich lutherische Sturmer nahm wohl bei seiner Hochzeit mit Maria Elisabeth Sturmer die katholische Konfession an. Er kam bereits mit Kindern aus Zwittau nach Olmütz, wo ihm weitere sechs Kinder geboren wurden. Bei einigen war der Bildhauer Wenzel Render Taufpate, mit dem er lange Jahre befreundet war. Er starb 1729 an Tuberkulose und wurde in der Mauritzkirche beigesetzt.

## Werk

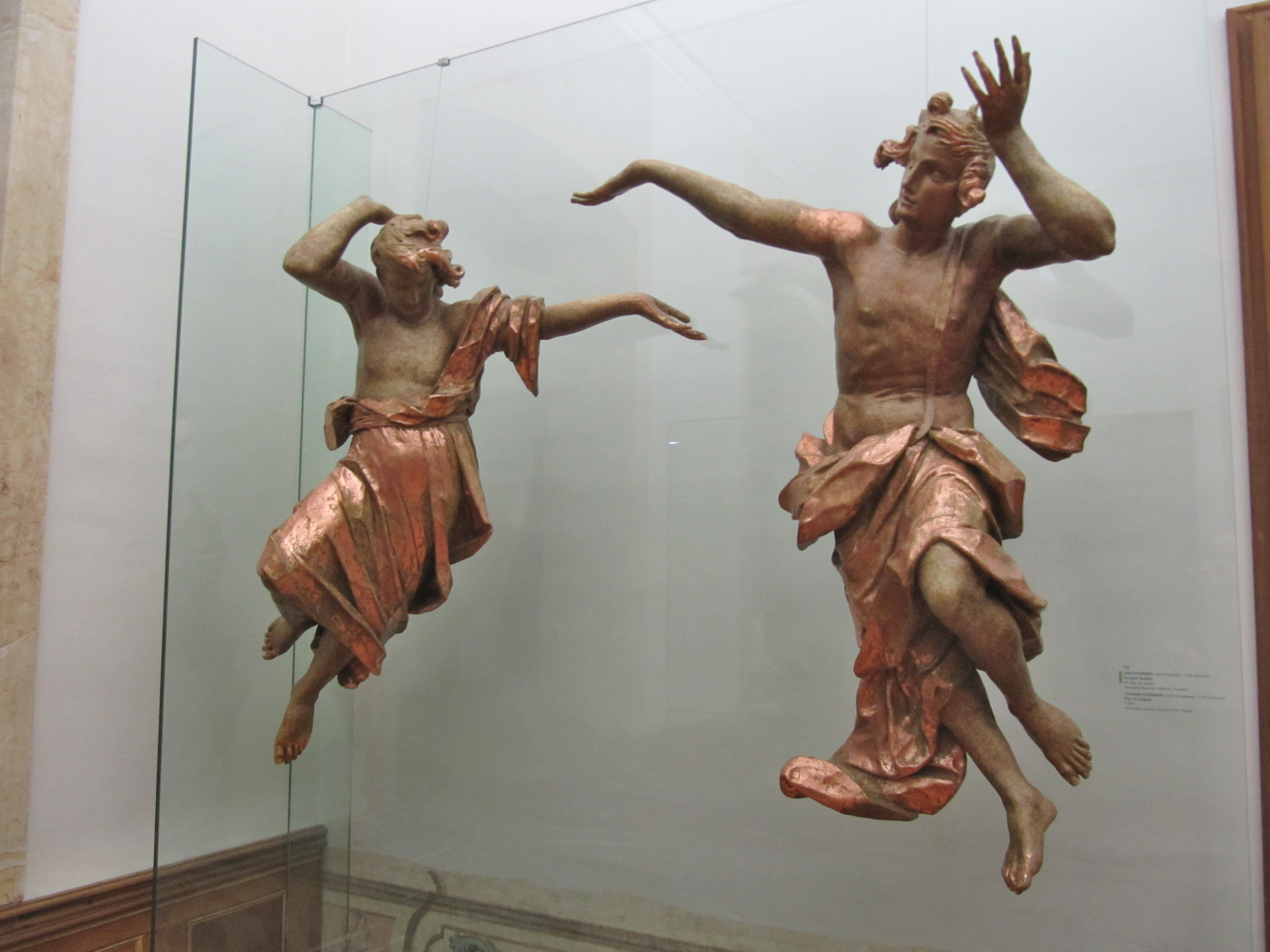
Zwei Engel aus der Kirche St. Florian in Moravské Huzové, Erzbischöfliches Museum Olmütz

Johann Sturmer war vom lombardischen Bildhauer und Stuckateur Baldassare Fontana beeinflusst, der in Mähren tätig war. Er selbst wirkte auf die jüngere Bildhauergeneration in Olmütz, wie Georg Anton Heintz, Johann Anton Richter, Philipp Sattler oder Johann Georg Schauberger, der eine Tochter Sturmers heiratete. Die Bildhauer Josef Winterhalder der Ältere und Andreas Zahner waren in seiner Werkstatt tätig. Nach Johanns Tod führte die Witwe Maria Elisabeth Sturmer die Werkstatt mit Gesellen fort.
- Dekoration der Orgel und Kanzel, Klosterkirche Hradisch
- Hl. Johannes Nepomuk, Schönwald (1713)
- Statuen für die Jesuitenkirche Maria Schnee, Olmütz
- Hl. Barbara, Köllein (1715)
- Mariensäule, Mährisch-Trübau (1715–1718)
- Hl. Johannes Nepomuk, Littau (1718)
- Marienstatue, Fulnek (1718)
- Plastiken für die Mariensäule am Niederring, Olmütz (1718–1725)
- Engel mit Weihwasserbecken für die Mauritzkirche, Olmütz (1720er Jahre)
- Mariensäule, Littau (1720–1724)
- zahlreiche Statuen, Wallfahrtskirche Heiligenberg (1725)
- Hl. Johannes Nepomuk, Weißöhlhütten (1726)
- weitere Mariensäulen in Rychnov na Moravě , Vendolí und Bodenstadt
- Dreifaltigkeitssäule in Fulnek

## Fotos

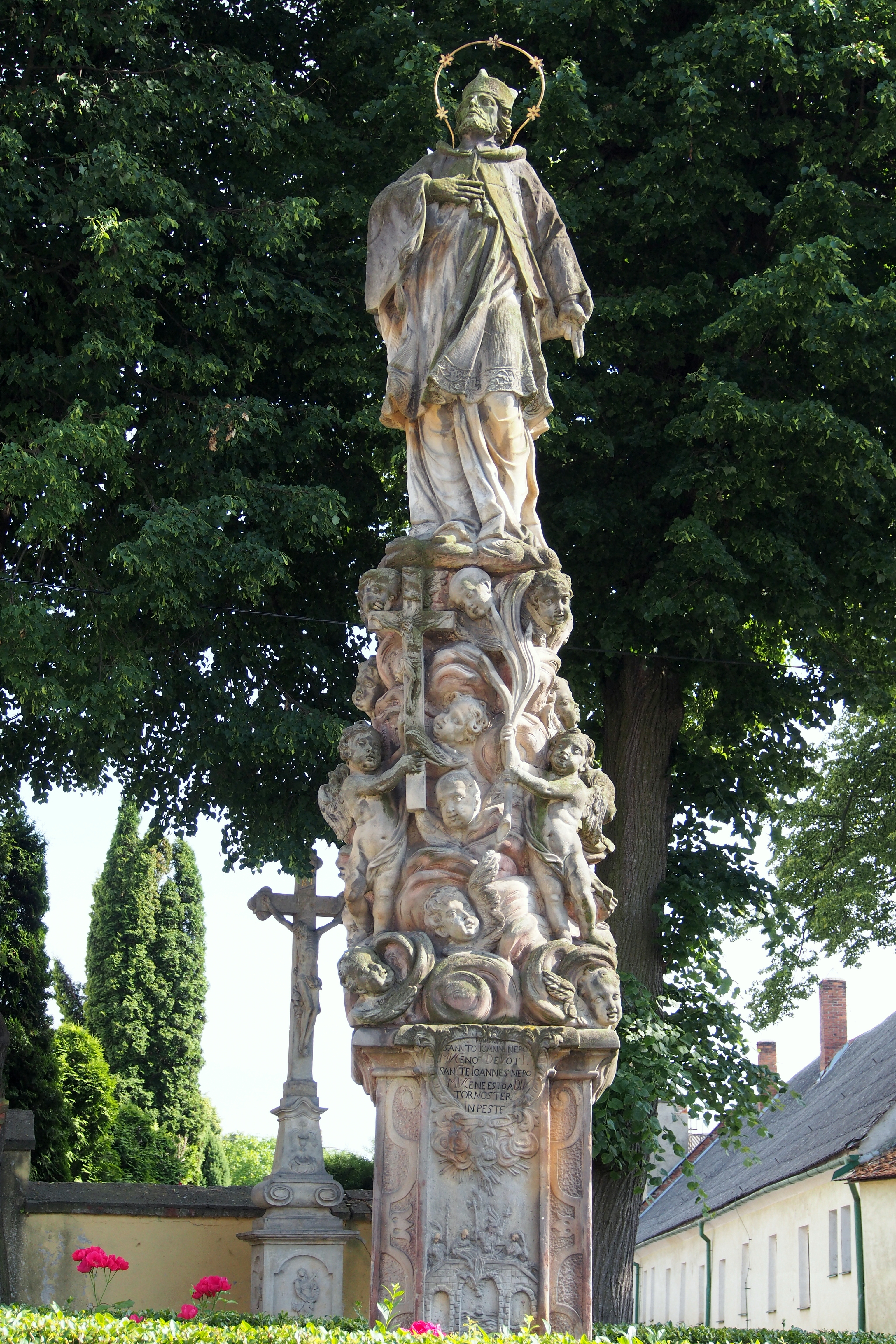
Hl. Johannes Nepomuk in Šumvald
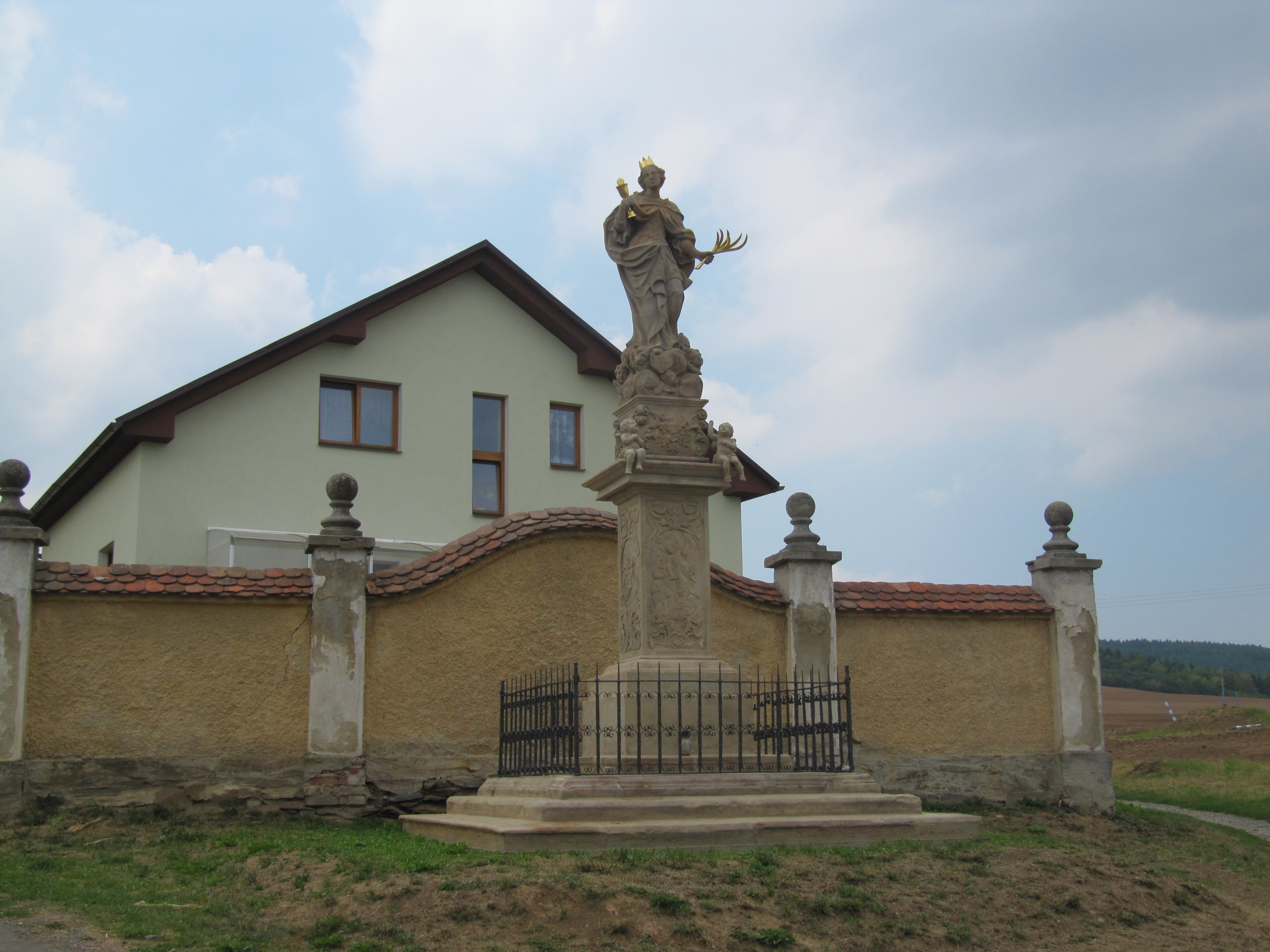
Hl. Barbara in Cholina
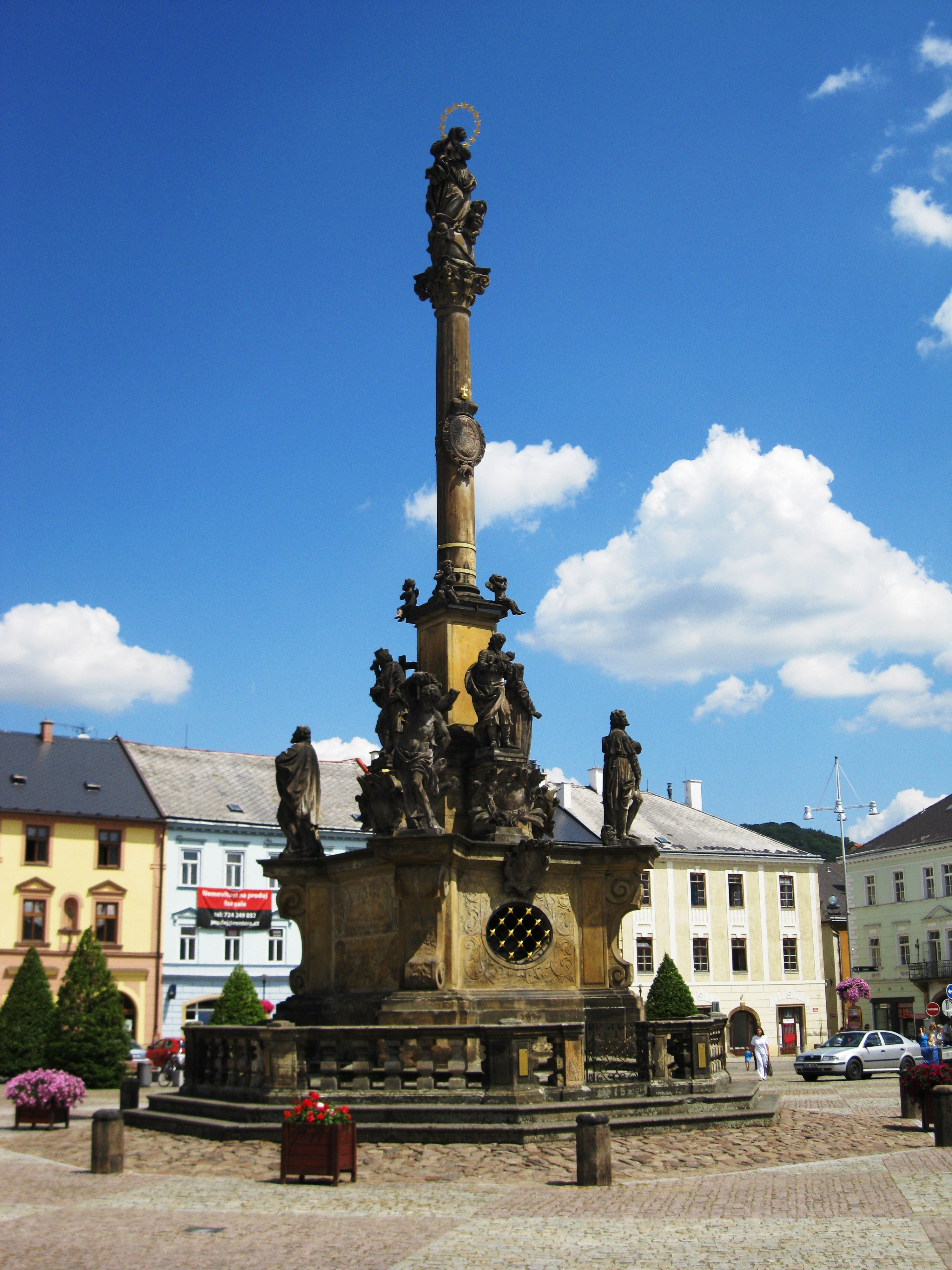
Mariensäule in Moravská Třebová
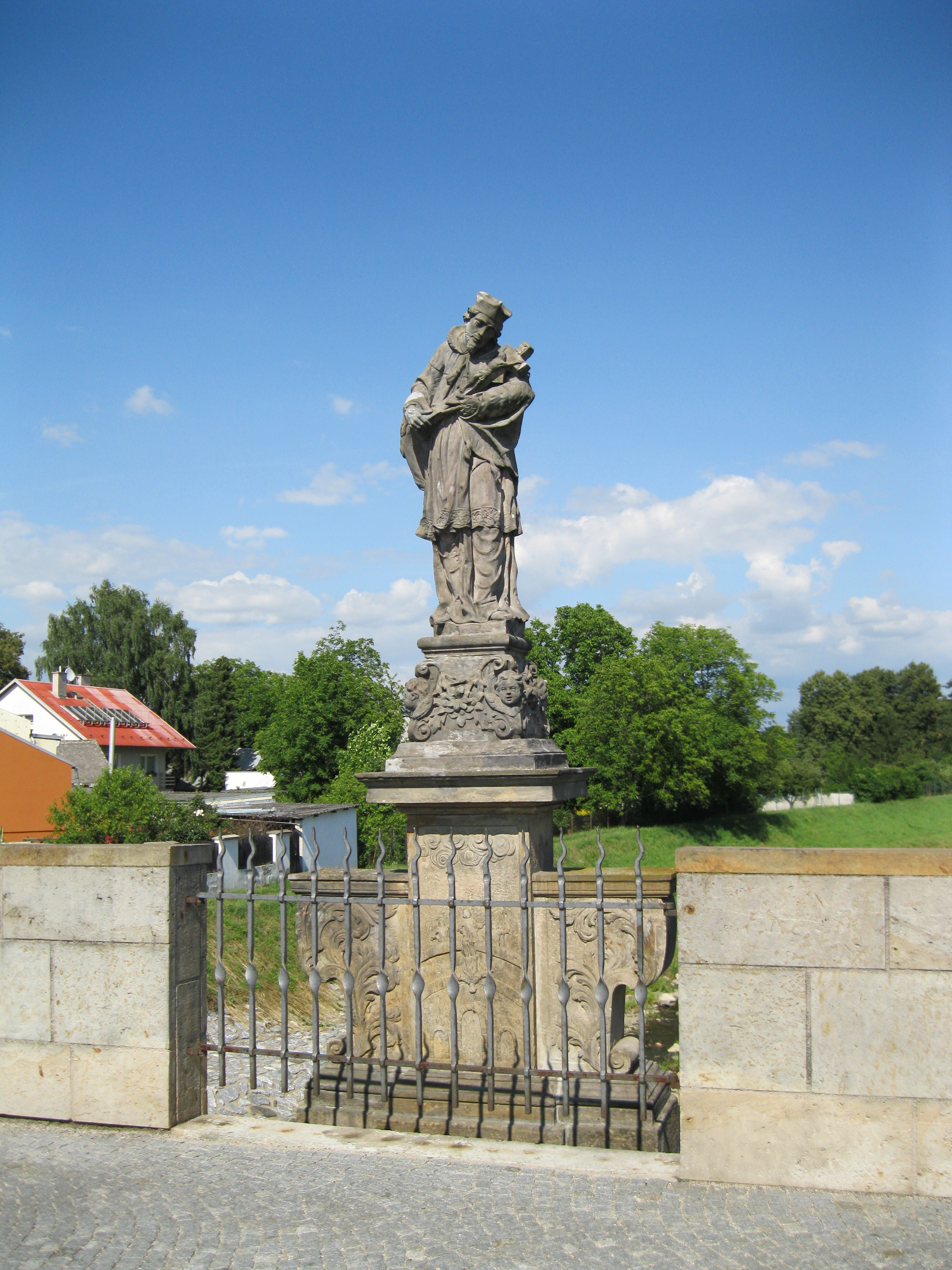
Hl. Johannes Nepomuk in Litovel
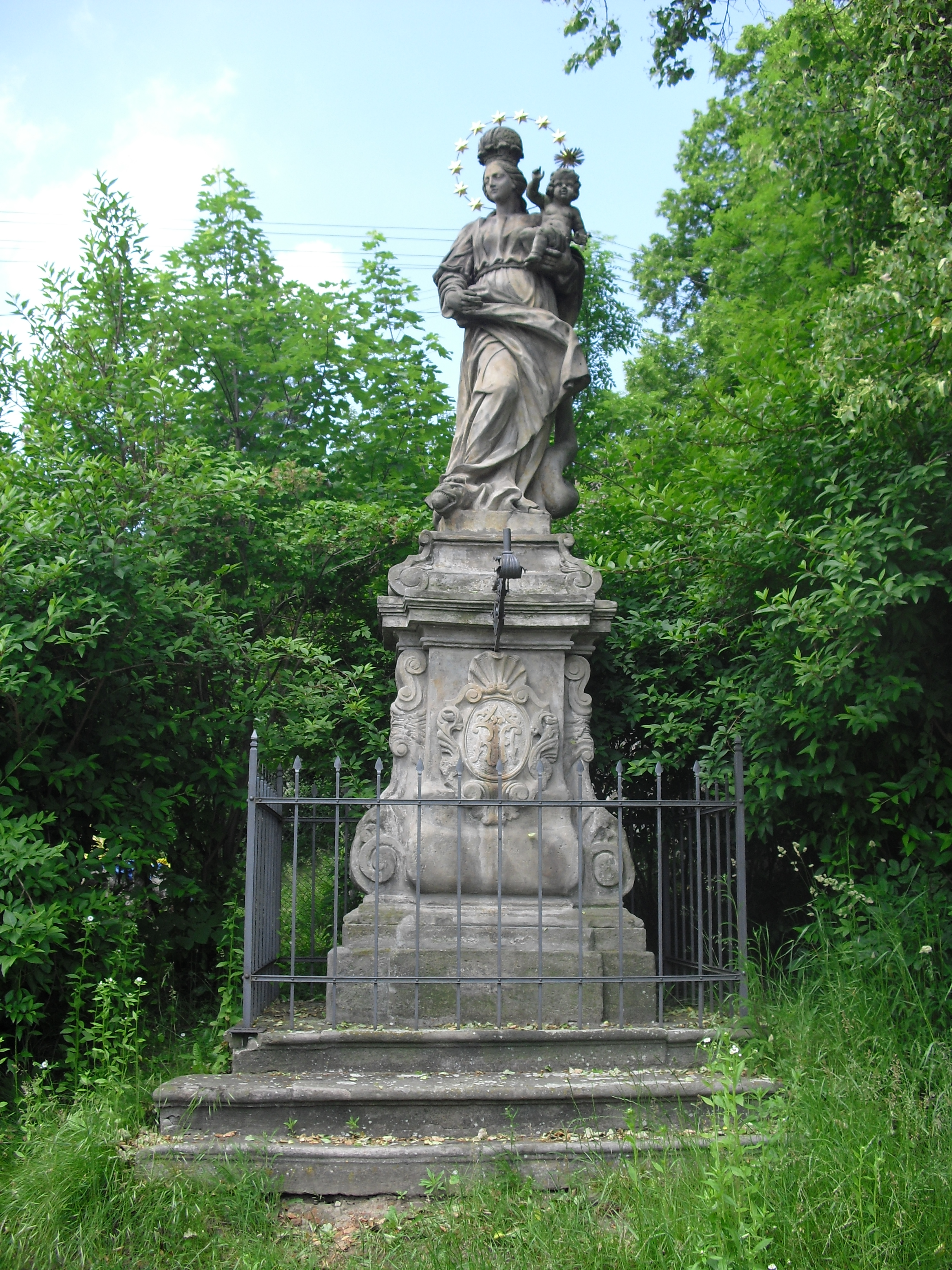
Marienstatue in Fulnek
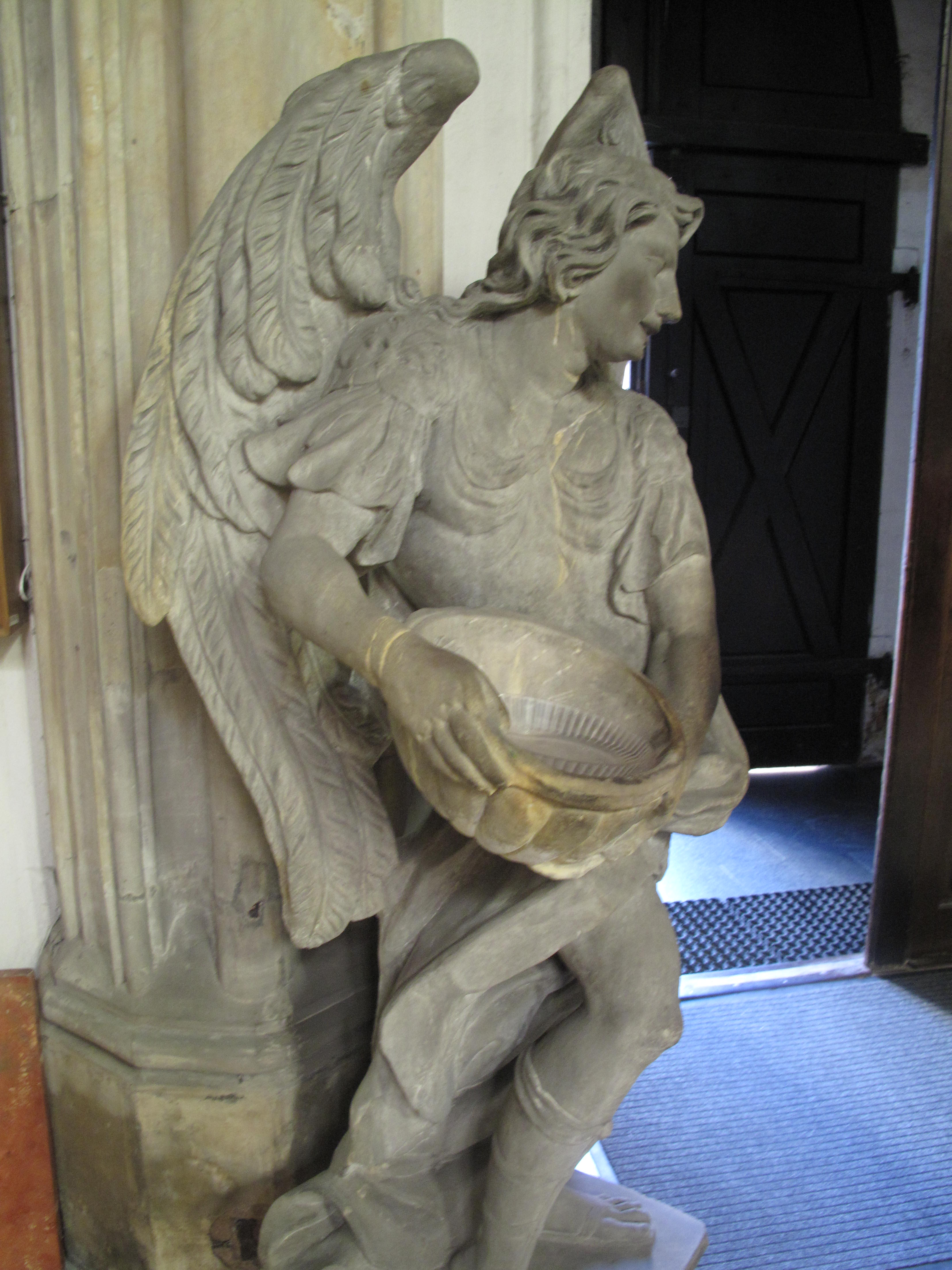
Engel in der Mauritzkirche, Olmütz
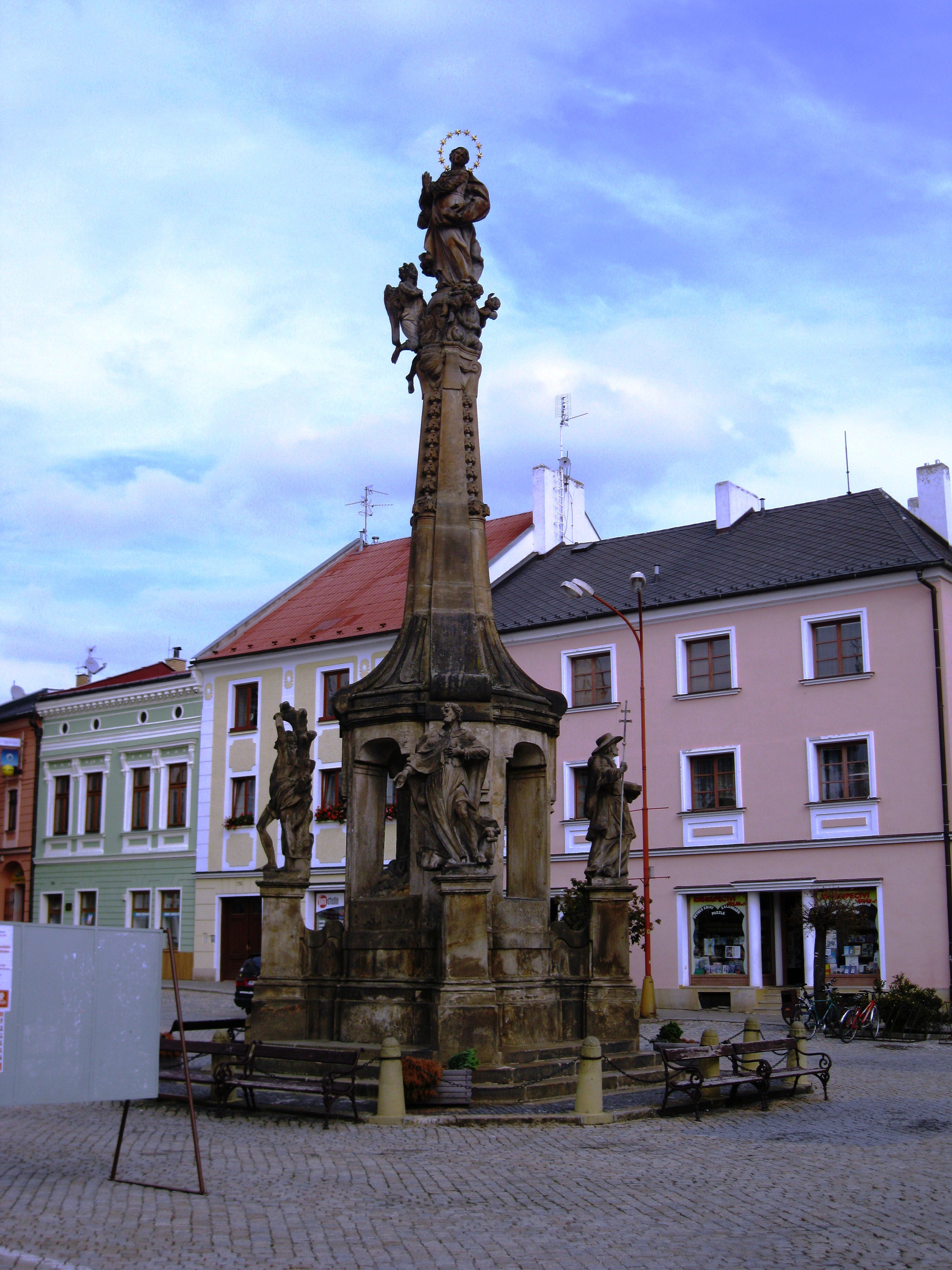
Mariensäule in Litovel
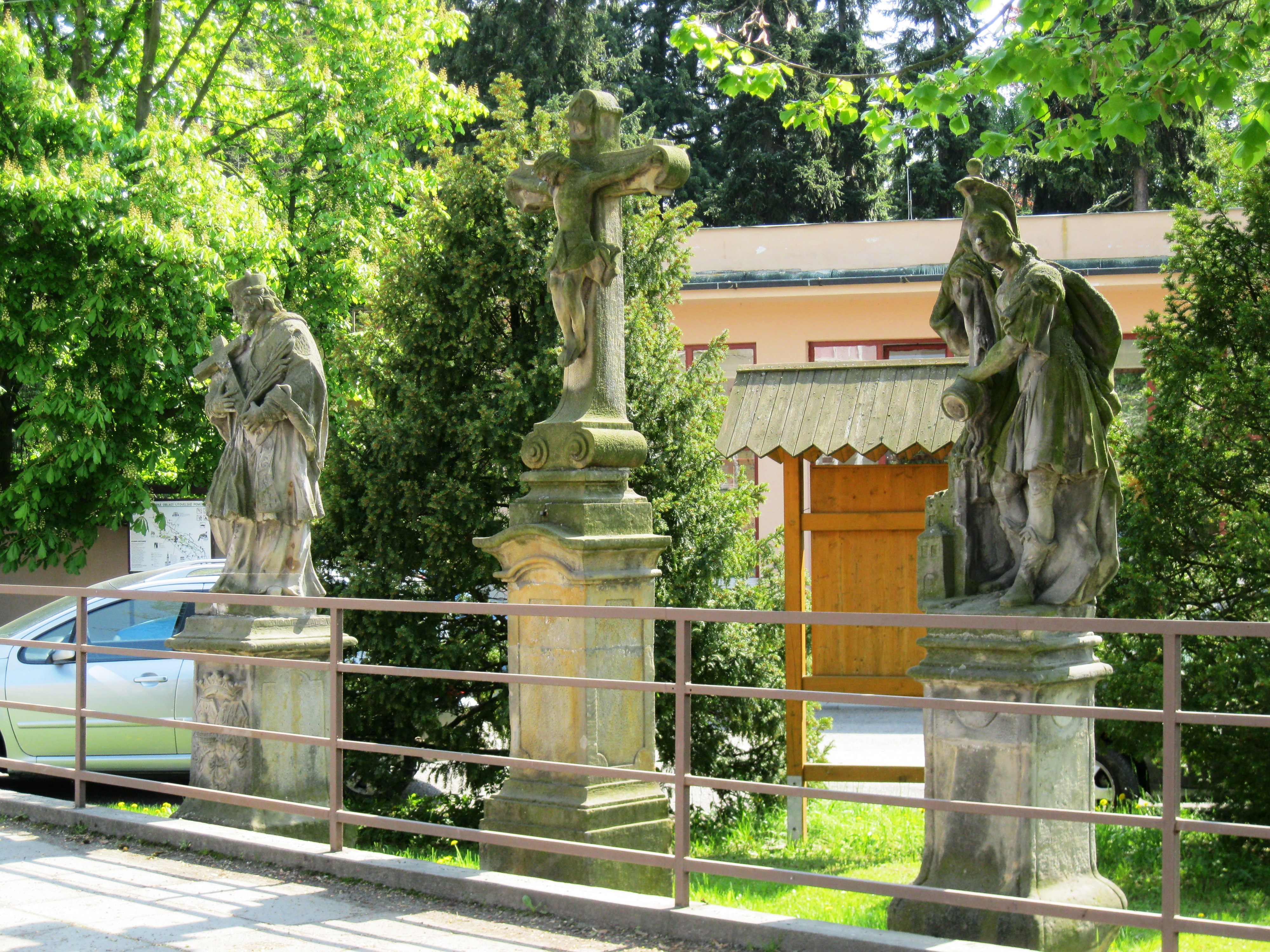
Bílá Lhota
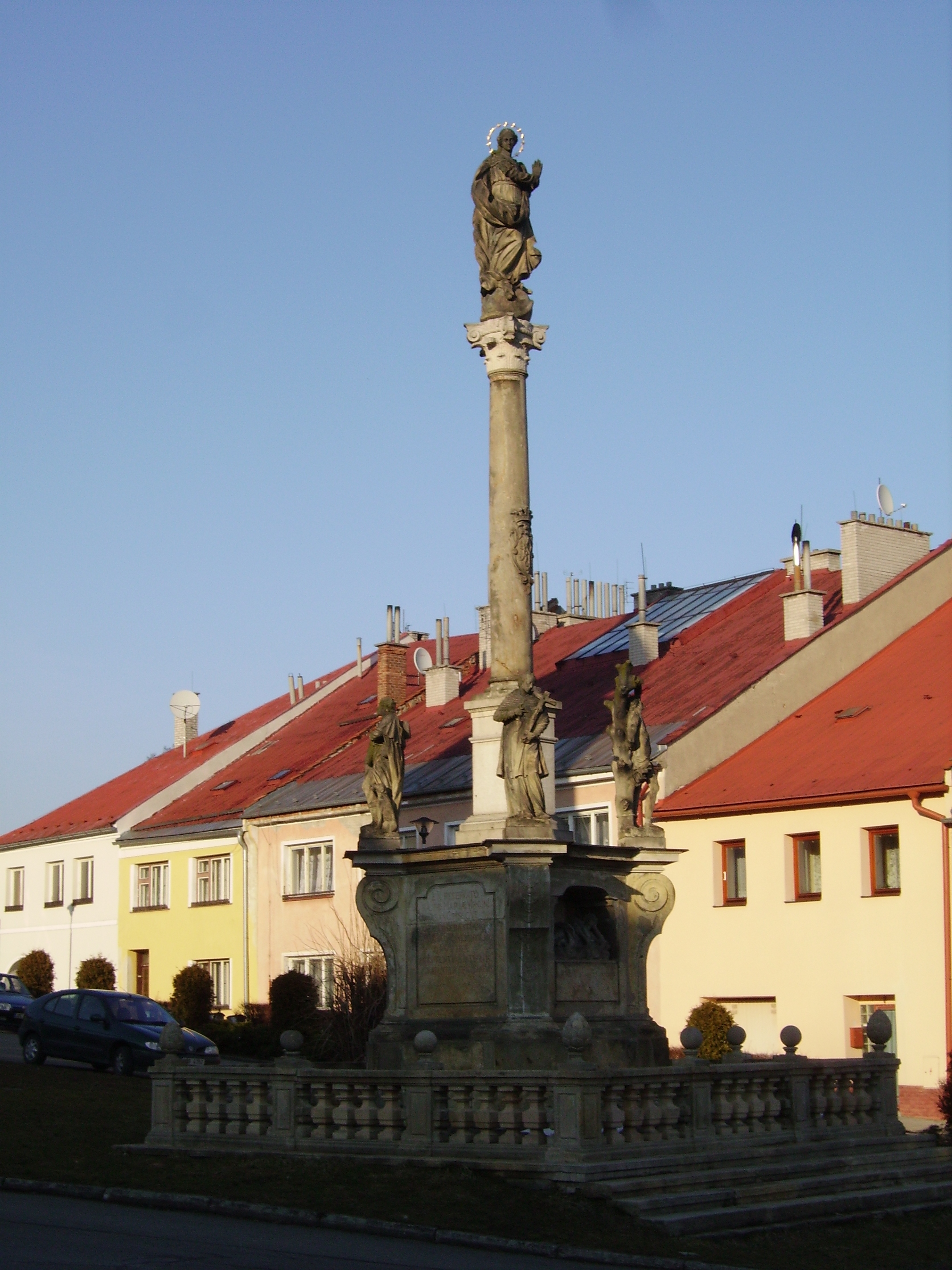
Mariensäule in Potštát
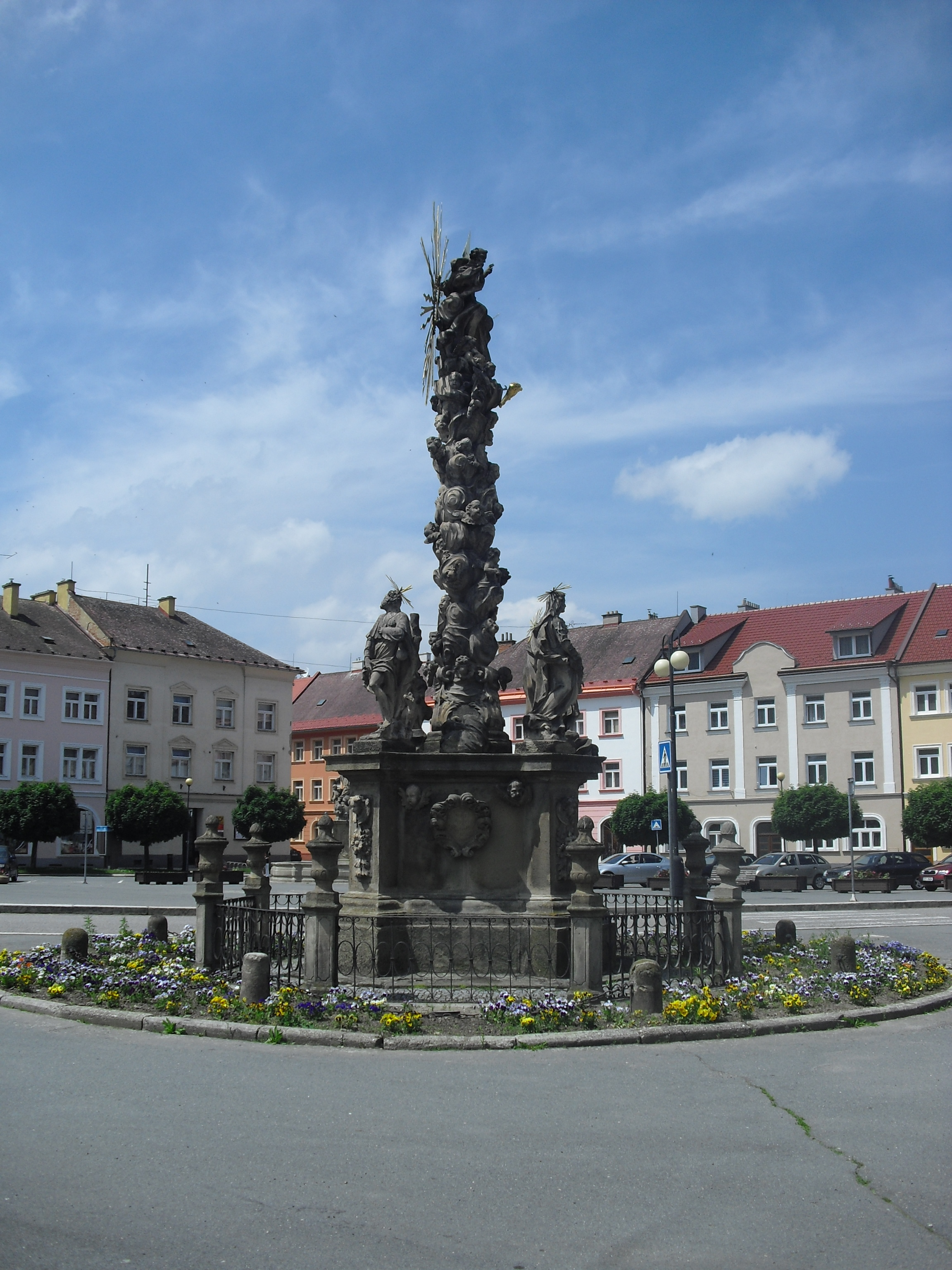
Dreifaltigkeitssäule in Fulnek